# Sumika Yamamoto
Sumika Yamamoto (山本鈴美香?, Yamamoto Sumika; 17 luglio 1949) è una fumettista giapponese conosciuta principalmente per Ace o Nerae.

## Carriera
Debutta come autrice di shōjo manga con "Sono Hitokoto ga ienakute" su Shuukan Margaret, prima di ottenere successo con il popolare "Ace o Nerae" (in Italia Jenny la tennista). Da circa metà anni ottanta è scomparsa dalla scena dei manga, per potersi dedicare ad attività spirituali.

## Opere
- "Sono Hitokoto ga ienakute" ("Without saying that very single word")
- "Ace o Nerae!" ("Aim for the ace!", Margaret 1972-1975, 1978-1980)
- "Kiss ni Goyoujin" ("With a kiss", Margaret, 1973)
- "Nanatsu no Eldorado" ("The seven Eldorados", Margaret, 1975-1977)
- "Hikkuri kaetta omocha bako" ("The toy that tumbled down", Margaret, 1978)
- "H2O! Zendai mimon!" ("¡H2O! ¡Unprecedent!", Margaret, 1979)
- "Ai no Ogonritsu" ( Shogakukan Lady Comics, 1 volume, 1983)
- "Hakuran Seifuu" ("Cool breeze of knowledgement", issues 15,17 to 22 of Petit Flower 1983 - 1984)
- "Hayami Daisuke Funsenki" ("The fighter Hayami Daisuke", issue 16 Petit Flower, 2 volumes, 1983)
- "Koi Shichaou kana?" ("Love alphabet", Margaret, 1 volume)